# Répulseur du dipôle

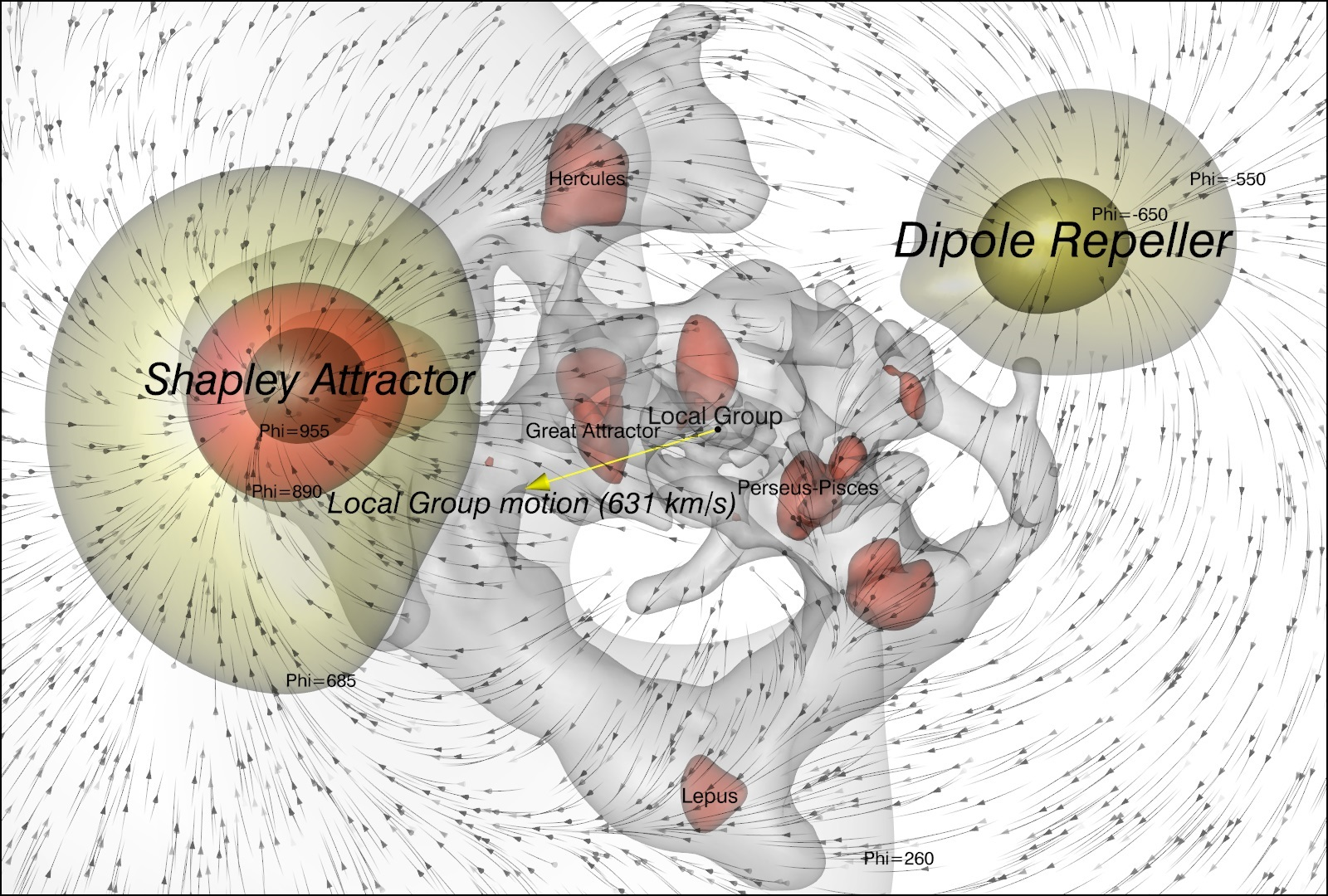
Le Répulseur du dipôle est une région de l'Univers associée à un vide, d'où les lignes de courants du champ de vitesse divergent, et agissant comme un répulseur effectif pour la matière qui l'entoure.

Le répulseur du dipôle (en anglais Dipole Repeller) est une immense zone vide du cosmos dont s'éloignent les galaxies situées à proximité. Il joue un rôle répulsif sur les flux de vitesse de ces galaxies, à l'opposé du rôle de l'attracteur Shapley,,,,,,.

## Découverte
Sa découverte a été annoncée le 30 janvier 2017, par une équipe composée de scientifiques du Commissariat à l'énergie atomique, de l'Université Claude-Bernard-Lyon-I, de l'Université de Hawaï et de l'Université hébraïque de Jérusalem. Il se révèle être l'influence dominante expliquant la direction et la vitesse de 631 km/s du Groupe local. À titre de comparaison, la vitesse orbitale de la Terre autour du soleil est de 30 km/s. Le système solaire est entraîné autour du centre de la Galaxie à une vitesse de 230 km/s. 
L'attracteur Shapley, une autre zone à l'opposé du point de vue de la Voie lactée, crée une force attractive sur le mouvement des galaxies. Cette attraction localisée, complétée par la position du répulseur du dipôle, sont les principaux contributeurs de l'anisotropie dipolaire du fond diffus cosmologique.

## Localisation et étendue
Le Répulseur du dipôle se positionne à une distance de 220 mégaparsecs (220 Mpc) de la Voie lactée, et coïncide avec un vide de densité galactique.
Cet ensemble, de l'attracteur Shapley au Répulseur du dipôle, couvre près de 1,7 milliard d'années-lumière et constitue en 2017 la plus vaste zone cartographiée de l'Univers observable.

## Interprétation
Un vide agit de manière effective comme un répulseur pour la matière qui l'entoure,,. Si l'on considère le cas d'une galaxie se trouvant dans la périphérie d'un vide, celle-ci subit un déficit d'attraction gravitationnelle dans la direction du centre du vide ; elle est donc soumise à une force résultante pointant dans la direction opposée à celle du vide. La découverte du Répulseur du Dipôle s'inscrit dans le cadre du modèle standard de la cosmologie, avec la gravitation comme seule force fondamentale considérée. Les vides, quelle que soit leur échelle, aussi bien en termes de taille que de contraste de densité, agissent tous comme des répulseurs effectifs, d'où les lignes de courant dans le champ de vitesse divergent, tandis que les régions sur-denses agissent comme des attracteurs, vers lesquels les lignes de courant du champ de vitesse convergent.